# Iglesias locales
Las iglesias locales son un grupo cristiano que comenzó en China en la década de 1920 y se ha extendido globalmente. El principio básico de organización de las iglesias locales es que debe haber sólo una iglesia cristiana en cada ciudad,  un principio que fue articulado por primera vez por Watchman Nee en una exposición de 1926 de las siete iglesias en Asia en Apocalipsis 1:11.  Las iglesias locales no toman un nombre, pero algunos forasteros se refieren al grupo como el "Pequeño Rebaño" mientras cantaban un himnario titulado Hymns for the Little Flock (Himnos para el Pequeño Rebaño ). 
Desde el principio, los miembros de este grupo enfatizaron la importancia de una experiencia personal de Cristo y el establecimiento de un modelo de práctica eclesiástica según el Nuevo Testamento.  Aunque en todo el mundo se pueden encontrar asambleas que se identifican como "iglesias locales", no hay estadísticas definitivas disponibles sobre su membresía, en parte porque el mayor número de miembros se encuentra en China. Se estima que hay entre quinientos mil y dos millones de miembros en todo el mundo.  

## Historia

### Orígenes
El desarrollo de las iglesias locales se remonta a la conversión de Watchman Nee en Fuzhou, China. Nee comenzó a reunirse fuera de las denominaciones con un pequeño grupo de creyentes en 1922.  A temprana edad, Nee dedicó su vida al ministerio cristiano y comenzó a publicar sus obras sobre la fe cristiana y la práctica de la iglesia después de mudarse a Shanghai en 1927. 
Nee apreciaba las enseñanzas de los Hermanos de Plymouth, especialmente de John Nelson Darby,  y muchas de las enseñanzas de Nee, incluyendo la de no tomar un nombre, el liderazgo plural, la negación de una distinción entre clérigos y laicos y la adoración centrada en la Cena del Señor, reflejan esa fuente.  Entre 1930 y 1935, hubo comunicación internacional entre las iglesias locales y la rama de la Iglesia Cristiana de los Hermanos de Plymouth asociada con James Taylor, Sr. El grupo de Hermanos Exclusivos de Taylor veía a las iglesias en China como una obra paralela de Dios.  Sin embargo, Nee y otros líderes chinos no estaban de acuerdo con la prohibición de celebrar la Cena del Señor con cristianos fuera de sus propias reuniones. Las cosas llegaron a un punto crítico cuando los líderes de los Hermanos Exclusivos descubrieron que Nee había compartido el pan con cristianos que no eran Hermanos, entre ellos T. Austin-Sparks en Londres y Thornton Stearns en Hartford, durante una visita al Reino Unido y América del Norte en 1933. Después de una serie de cartas intercambiadas entre líderes de Nueva York, Londres y Shanghai durante un período de dos años, el 31 de agosto de 1935, los Hermanos Exclusivos de Londres escribieron a Shanghai dando por terminada su confraternidad.  
Las obras fundamentales de Nee que exponen su visión de las iglesias locales — vida de la Asamblea  y Acerca de nuestras misiones  — fueron escritas en el contexto de su experiencia con los Hermanos Exclusivos.  Nee enseñó que sólo debería haber una iglesia en cada ciudad, que los cristianos deberían reunirse simplemente como creyentes que viven en la misma ciudad, independientemente de las diferencias en doctrina o práctica. Nee creía que esto eliminaría las divisiones entre los cristianos y proporcionaría la base más amplia sobre la cual todos los creyentes pudieran reunirse.  Tanto Nee como Witness Lee enfatizaron las referencias del Nuevo Testamento a las iglesias por el nombre de la ciudad (por ejemplo, en Hechos, se hace referencia a los cristianos de Jerusalén como "la iglesia que estaba en Jerusalén" (NVI), así como otros versículos con la misma convención, incluidos 1 Corintios 1:2; Apocalipsis 2:1, 8, 12, 18; 3:1, 7 y 14). Como Nee y Lee enseñaron que sólo debe haber una iglesia en cada ciudad, y que esa ciudad es el límite de la jurisdicción de una iglesia, los miembros de las iglesias locales suelen referirse a sus congregaciones como “la iglesia en (nombre de la ciudad)”.   Según Nee, esto significa que “la iglesia en su localidad debe ser inclusiva, no exclusiva”, es decir, “debe incluir a todos los hijos de Dios en todo el espectro de la fe y la práctica cristianas”. 
Aunque Nee tomó la iniciativa entre las iglesias locales de China, fue por medio de uno de sus colaboradores — Lee— que las iglesias locales se extendieron por todo el mundo. —  Los dos hombres se conocieron por primera vez en Yantai, la ciudad natal de Lee, en 1932. Dos años después, Lee se mudó a Shanghai para trabajar con Nee. Una de las responsabilidades de Lee allí era la edición de algunas de las publicaciones de Nee.  En los años siguientes, Nee publicó muchas obras y celebró conferencias y capacitaciones regulares para trabajadores de la iglesia. Nee, Lee y otros trabajadores establecieron más de setecientas iglesias locales en toda China antes de que la Revolución Comunista resultara en el establecimiento de la República Popular China en 1949.  Cerca del final de la Revolución Comunista, Nee envió a Witness Lee a Taiwán para asegurarse de que su trabajo sobreviviera a la agitación política. 
El Movimiento de Denuncia que comenzó en 1951 después de que China entró en la guerra de Corea tenía como objetivo separar a los grupos cristianos en China de la influencia extranjera, incluida la expulsión de todos los misioneros extranjeros. Como efecto secundario de la disolución de las iglesias misioneras, las iglesias locales experimentaron "un aumento espectacular en el número de miembros".  El Movimiento de Denuncia se dirigió a los principales cristianos chinos que no se unieron al Movimiento de Reforma de las Tres Autonomías . Nee, que dirigía la empresa farmacéutica de su familia, fue encarcelado en 1952 durante la Campaña Cinco-Anti y murió en un campo de trabajo 20 años después.   Mientras tanto, la obra en Taiwán dirigida por Witness Lee había crecido hasta más de veinte mil miembros en sesenta y cinco iglesias.  Witness Lee visitó los Estados Unidos en 1958 y se mudó allí en 1962, estableciéndose primero en Los Ángeles. Hoy en día hay 250 iglesias locales en los Estados Unidos con aproximadamente 30.000 miembros,  y se pueden encontrar iglesias locales en los seis continentes habitados. 
Las iglesias locales practican la mutualidad en sus reuniones basándose en versículos como 
1Co 14:26 ¿Qué hay, pues, hermanos? Cuando os reunís, cada uno de vosotros tiene salmo, tiene enseñanza, tiene revelación, tiene lengua, tiene interpretación. Hágase todo para edificación.
. Se anima a los participantes a solicitar himnos, hacer breves comentarios u ofrecer oraciones o alabanzas a voluntad.  Esto es particularmente evidente en las "reuniones de profecía" en las que los miembros hablan uno tras otro, generalmente basándose en sus recientes aprendizajes y experiencias de su caminar cristiano y/o lo que han estudiado a lo largo de la semana anterior de la Biblia,  incluyendo la publicación periódica Holy Word for Morning Revival publicada por Living Stream Ministry .  